# Pseudosphetta fissisigna
Pseudosphetta fissisigna är en fjärilsart som beskrevs av George Francis Hampson 1926. Pseudosphetta fissisigna ingår i släktet Pseudosphetta och familjen nattflyn. Inga underarter finns listade.